# Barry Trotz
Barry Trotz (* 15. července 1962 Dauphin, Manitoba) byl hlavní trenér New York Islanders a bývalý hlavní trenér Nashville Predators a Washington Capitals. Předtím byl trenér v Baltimore Skipjacks a Portland Pirates v AHL, s kterým vyhrál titul v AHL v roce 1994. Ten stejný rok vyhrál cenu “Louis AR Pieri Memorial“, která je udělována vynikajícím trenérům v AHL.

## Nashville Predators
Generální manažer David Poile byl najat nově zřízenou týmovou radou v Nashville Predators a rozhodl se přivést Trotze, aby se stal trenérem týmu. Dne 6. srpna 1997 byl jmenován hlavním trenérem Predators. Ještě předtím, než s týmem začal sezónu, by Trotz zapojen do Predatorského expanzního procesu, dělal skauting a pomáhal navrhovat zařízení v Nashville Arena.
Trotz a Predators v debutu v letech 1998-99 v NHL vyhráli 28 her. 4. listopadu 2008 v utkání proti Vancouveru Canucks se Trotz stal právě 10. hlavním trenérem v historii NHL, který trénoval 750 her s jediným týmem. 2006-2007 bylo Trotzovo nejúspěšnější období, vést Predators na post druhého týmu s největším počtem bodů v Západní konferenci a celkově třetí tým v celé NHL.Trotz vedl Predators na čtyři po sobě jdoucí play-off, od roku 2003 do roku 2008, a opět dosáhl playoffs v 2009-10. Krátce poté, co byl eliminován Chicago Blackhawks v šesti hrách 28. dubna 2010, byl Trotz jmenován finalistou ceny Jacka Adamse pro nejlepší trenéra v NHL. Trotz vyhrál 500. zápas 4-1 nad Detroitem Red Wings 30. března 2012.
Dne 14. dubna 2014, Nashville Predators oznámili, že Trotz se nevrátí ve své 16. sezóně jako hlavní trenér. (Predators najali Petera Lavioletteho jako náhradu za Trotze 6. května 2014).

## Washington Capitals
Navzdory tomu, že měl Trotz v Nashvillu pracovat na provozním oddělení, chtěl dále trénovat. Nakonec si ho 26. května najal Washington Capitals, se kterým měl zkušenosti už z jeho hráčské doby.

## Mezinárodní kariéra
Trotz byl třikrát asistentem trenéra Kanadské hokejové reprezentace na mistrovství světa IIHF a to v letech 2002, 2003 (když vyhráli zlatou medaili) a 2009.